# HD243321
HD243321 є хімічно пекулярною зорею спектрального класу
A0 й має видиму зоряну величину в смузі V приблизно  9,3.

## Пекулярний хімічний вміст
Зоряна атмосфера HD243321 має підвищений вміст 
Si
.